# Struer Museum
Struer Museum er et kulturhistorisk museum, beliggende i Struer. Museets vision er at være et lokalt forankret, moderne kulturhistorisk museum, der beretter historier, der er betydningsfulde i både regional, national og international sammenhæng.

## Historie
Museet blev grundlagt af museumsleder og forfatter, Johannes Buchholtz, og åbnede for publikum den 3. juli 1930. Museet blev indrettet i byens ældste hus, den firlængede tidligere fæstegård Torngaard, hvis navn kendes fra 1548. Museet blev renoveret i 1970'erne og opnåede statsanerkendelse i 1984.

## Det nuværende museum
I årene 2006-07 blev Struer Museum ombygget og kraftigt uvidet. Torngaards gamle længer blev revet ned og Johannes Buchholtzs villa fra 1911 blev inddraget i museet. Det nye museumsbyggeri er delvist bygget ned i jorden for ikke at dominere museumsgrunden og også med henblik på at bevare udsigten til Buchholtz’ hus. En meget iøjnefaldende del af det nye museumskompleks er den pyramidelignende bygning, der ses på billedet. Størsteparten af pyramiden befinder sig dog under jorden, hvor den delt i 2 etager rummer udstillingsarealer på ca. 650 m2. Torngaards hovedbygning er på 275 m2, mens Buchholtz hus er på 211 m2. Det lokale arkitektfirma fn-tegnestuen A/S står bag ombygningen. Det nye museum blev indviet den 24. maj 2008.

### Museets samlinger
Struer Museum permanente samlinger rummer:
- Bang & Olufsen og lyd- og billedmediernes kulturhistorie
- Buchholtz' hus
- Jernbanens historie
- Struer og Limfjorden
- Limfjorden på lærred

#### B&O-samlingen
B&O-samlingen er det centrale omdrejningspunkt i det nye museum. I den store udstilling om findes en gennemgang af B&Os produkter gennem tiderne i kronologisk orden.
Som besøgende får man en indføring i Bang & Olufsens historie med detaljer om det verdensberømte erhvervseventyr, som Peter Bang og Svend Olufsen skabte langt uden for storbyens grænse. B&O-samlingen journaliseres og vedligeholdes af museets B&O-klub, der fortrinsvis har beonister som medlemmer (beonister er personer, der havde Bang & Olufsen som den sidste, aktive arbejdsplads).

#### Buchholtz' hus
Forfatteren Johannes Buchholtz og hustruen Olgas hus står som en tidslomme fra 1930'ernes forfattermiljø ved Limfjorden. Huset, der blev bygget i 1911, er tegnet af Johannes Buchholtz selv. I huset kan man bl.a. gå på opdagelse i husets gæstebog, der vidner om besøg af mange af datidens kendte personer. Således har f.eks. skuespilleren og sangeren Liva Weel, skuespilleren Buster Larsen, arkæologen P. V. Glob, forfatteren Johannes V. Jensen, forfatteren Jeppe Aakjær, forfatteren Johan Skjoldborg og forfatteren Thit Jensen m.fl. alle besøgt Buchholtz' hus.

#### Struer – et jernbaneknudepunkt
Jyllands første jernbane forbandt Århus og Randers med Struer allerede i 1865, og i de kommende år nåede banen videre til Holstebro, Skjern og Esbjerg. I 1881 åbnede Struer-Thisted og senere, i 1917, blev Vejle-Herning forlænget til Struer, der blev udgangspunkt for tog i fire retninger.
Struer var gennem mange år hjemsted for maskindepot og værksteder, og på det store sporareal oprangerede de travle rangerlokomotiver togstammer med vogne til og fra de fjerneste afkroge.
Struers rolle som DSB-knudepunkt kulminerede i årene 1916-1932, hvor den lille Limfjordsby husede statsbanernes 3. distrikt, der administrerede skinnenettet fra Tønder i syd til Thisted i nord.

#### Struer og Limfjorden
På museet findes en udstilling om Struer Kajakkerne. Udstillingen rummer eksemplarer af de håndlavede kajakker, og beretter om historien bag. Kajakkerne, der produceres i Struer, har vundet flere store internationale kajakkonkurrencer.

#### Limfjorden på lærred
Landskabet omkring Limfjorden har været en stor inspirationskilde for malende kunstnere. Strueregnens natur varierer fra de storslåede og dramatiske Toftum Bjerge til den stille og sarte natur på Venø. Alt dette er fanget af kunstmalere i området, der ofte bliver betegnet Toftum-malerne.
I Struer Museums malerisamling er der værker af Jens Søndergaard, Knud Eel, Knud Agger, Elise Konstantin-Hansen og Povl Povlsen m.fl.

#### Café
Struer Museum har café og museumsbutik. I butikken sælges modeller af dansk design og B&O produkter. Lokalhistorisk Arkiv for Struer Kommune er en fuldt integreret del af Struer Museum.